# Eleven (Martina McBride)
Eleven è l'undicesimo album in studio della cantante country statunitense Martina McBride, pubblicato nel 2011.

## Tracce
1. One Night – 4:15
2. Always Be This Way – 3:26
3. I'm Gonna Love You Through It (feat. arr. archi di David Campbell) – 3:49
4. Marry Me (feat. Pat Monahan) – 3:46
5. Broken Umbrella – 3:17
6. You Can Get Your Lovin' Right Here – 3:47
7. Whatcha Gonna Do – 3:58
8. Teenage Daughters – 4:08
9. Summer of Love (feat. arr. archi di David Campbell) – 4:21
10. When You Love a Sinner – 2:57
11. Long Distance Lullaby – 2:49